# Donna tra cane e lupo
Donna tra cane e lupo (Een vrouw tussen hond en wolf) è un film del 1979 diretto da André Delvaux.
Fu presentato in concorso al 32º Festival di Cannes.

## Trama
Ad Anversa, durante la seconda guerra mondiale, Lieve, disgustata da un marito collaborazionista con i nazisti, scopre la passione e l'amore tra le braccia di un appartenente alla resistenza. La guerra finisce. Lieve ritrova suo marito e nasce un bambino. Consacrandosi interamente al figlio, si allontana definitivamente dai due uomini.

## Riconoscimenti
- Premio André Cavens 1979